# Ióannész Hürkanosz
Ióannész Hürkanosz (egyéb átírásokban: Johannes Hyrcanus, Johánán Hürkánosz, I. Hyrkanos János, I. Hürkánosz János, héberül: יוחנן הורקנוס), (i. e. 164 körül – i. e. 104.) hasmoneus főpap-fejedelem Kr. e. 134 és 104 között.

## Élete
Matatiás pap második fiának, Simonnak a gyermekeként született Kr. e. 164 körül. Simon Kr. e. 142 és 135 között állt a Makkabeus-mozgalom élén. Simont veje, Ptolemaiosz alattomosan megölette a feleségével és két fiával együtt. A harmadik fiú, Jóhánán (János) elmenekült és a nép nem sokkal később őt tette meg vezetőnek.

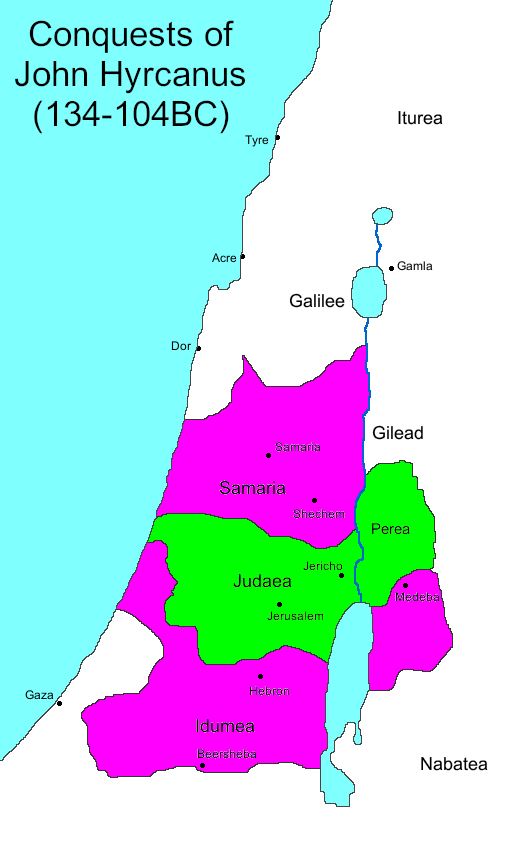
Zöld színnel az uralkodása kezdetén a hatalma alatt levő területek, lilával az uralkodása végéig meghódítottak

Az ő idejétől kezdve makkabeusok helyett hasmoneusokról beszélünk.
Johanneszt áthatotta az a fundamentalista elképzelés, hogy Isten akaratából neki kell helyreállítani a dávidi királyságot. A maga értelmezésében egész Palesztínát a zsidó nemzet isteni örökségének tartotta, és a terület meghódítását nemcsak jogként, hanem kötelességként is tekintette.
Megújította a rómaiakkal kötött korábbi szövetséget. A szíreket kiverte a területről, a kisebb palesztinai népeket - akik Júdea ellenségeivel szövetkezve, sűrűn szorongatták a zsidó lakosságot - diadalmas hadjáratokban leigázta és alattvalóivá tette őket. 
Meghódította Idumeát és Szamáriát, a Garizim hegyén épült szamaritánus templomot és egész Szamária városát elpusztította, az idumeusokat (edomiták) erőszakkal rákényszerítette a zsidó vallás felvételére. Ez az erőszakos térítés új jelenség volt a zsidó történelemben. Az izraeliták gyors iramban hatalmas területeket hódítottak meg és olyan emberekkel gyarapodtak, akik névleg ugyan zsidók lettek, de alapjában véve félig pogányok maradtak és soha nem is számítottak egyebeknek, mint fél-zsidóknak.
Johannesz Hürkánosz meglehetősen jó hírnévnek örvend a zsidó hagyományban. Iosephus Flavius ókori történetíró szavai alapján: uralkodója volt népének, viselte a főpapi méltóságot és megkapta a prófétaság adományát. Tudniillik Isten megáldotta azzal a képességgel, hogy előre látta a jövőt..
Belső kormányzati rendszerében jelentős reformokat léptetett életbe. Uralkodása alatt alakult meg a nagy kormányzótanács (héberül: Béth-din Hagádól, azaz Nagy Törvényszék). Ennek a feladata volt, hogy a Tóra alapján a meghozandó új törvényeket megvitassa. Ebben a zsidó parlamentben gyakran heves küzdelem folyt a két politikai párt között, amelyek ez időben alakultak meg Jeruzsálemben: a szadduceusok és a farizeusok között.
Johannesz Hürkánosz 31 évi uralkodás után, Kr. e. 104-ben halt meg. 

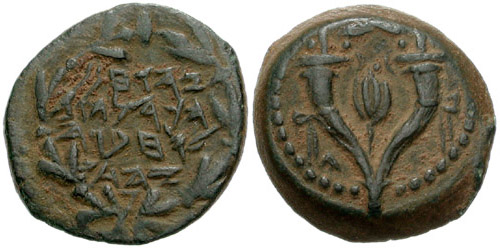
Johannes Hyrcanus pénzérméinek maradványai